# CD6809
O Codimex CD 6809 foi um computador doméstico de 8 bits produzido no Brasil pela empresa Codimex Imp.Exp. de Computadores Ltda em Porto Alegre/RS, no início de 1983, durante o período da Reserva de Mercado e baseado no TRS-80 Color Computer (também chamado de "CoCo", contração de "Color Computer") da Tandy/Radio Shack norte-americana, o qual foi o primeiro computador da Tandy a gerar imagens gráficas em cores a um baixo custo de produção.
Tendo sido lançado no início de 1983, o CD 6809 foi o primeiro computador doméstico nacional compatível com a linha TRS-80 Color. Foram produzidas cerca de 380 unidades na fábrica de Porto Alegre.

## Ligaçõesexternas
- Codimex CD-6809: A tríade agora está completa!
- «Museu da Computação e Informática - MCI.»
- «CD 6809, Micros Tandy Radio Shack - Clube Old Bits.»